# Биофильтр
Биофильтр (греч.  βιος - жизнь и лат.  filtrum - войлок) - сооружение для искусственной биологической очистки сточных вод путём минерализации органических веществ бактериями - аэробами.
Биофильтр представляет собой бассейн с дренажом на днище, загруженный материалом-фильтратом (шлак, галька и др., 20-50  мм размером). Высота загрузки биофильтра около 2  м. В биофильтре отстоявшаяся сточная жидкость, проходя через фильтрующий материал, очищается создаваемой на нём биологической плёнкой, аналогичной активному илу аэротенков. В биофильтре плёнка обволакивает зерна загрузки и по мере того, как нарастает, смывается водой; Воздух проникает в поры загрузки через его поверхность, дренаж и стены (если они проницаемы).
Лучшие биофильтры- это аэрофильтры и биофильтры с увеличенной высотой загрузки (до 4 м) и  с  рециркуляцией жидкости.
Биофильтры - это сооружения, в которых очищаются сточные воды. Их фильтрация осуществляется через слой крупного зернистого материала, покрытого биологической плёнкой аэробных микроорганизмов. Загрязняющие вещества сточных вод сорбируются биопленкой и, под влиянием организмов, из которых она состоит, подвергаются процессу окисления. Реакция окисления происходит в присутствии воздуха, естественным или искусственным способом подаётся в здание.
Для очистки небольшого количества сточных вод применяют биофильтры с естественной подачей воздуха. Крупнозернистый материал, на поверхности которого располагается биопленка, называют  загруженным. В качестве фильтрующего материала для биофильтров используют щебень, гальку, керамзит, пластмассовые элементы и т.д.